# Парламентские выборы в Нидерландах (2025)
Досрочные парламентские выборы в Нидерландах для избрания всех 150 депутатов Второй палаты назначены на 29 октября 2025 года. 
Предыдущие выборы состоялись 22 ноября 2023 года. Срок, на который избраны депутаты, заканчивается в 2027 году. После длительных переговоров Партия свободы (PVV), Народная партия за свободу и демократию (VVD), «Новый общественный договор» (NSC) и «Фермерско-гражданское движение» (BBB) сформировали коалицию. Правительство под руководством премьер-министра Дика Схофа начало работу 2 июля 2024 года. Коалиция распалась 3 июня 2025 года после выхода Партии свободы.